# Альфонс Бертільйон
Альфонс Бертільйон (фр. Alphonse Bertillon) — французький поліціянт, юрист і біометрист, що застосував методику антропометрії для правоохоронних органів, створивши систему ідентифікації на основі фізичних метрик. Антропометрія — перша наукова система, застосована поліцією, щоб виявляти злочинців. До цього часу злочинців можна було визначити лише по імені або фотографії. Цей метод у кінцевому підсумку витіснила дактилоскопія.
Бертільйон також запровадив уніфіковане фото під арештом. Фотографувати злочинців почали в 1840-х роках, усього за кілька років після винаходу фотографії, але тільки 1888-го року Бертільйон стандартизував цю процедуру.

## Біографія та внесок у криміналістику

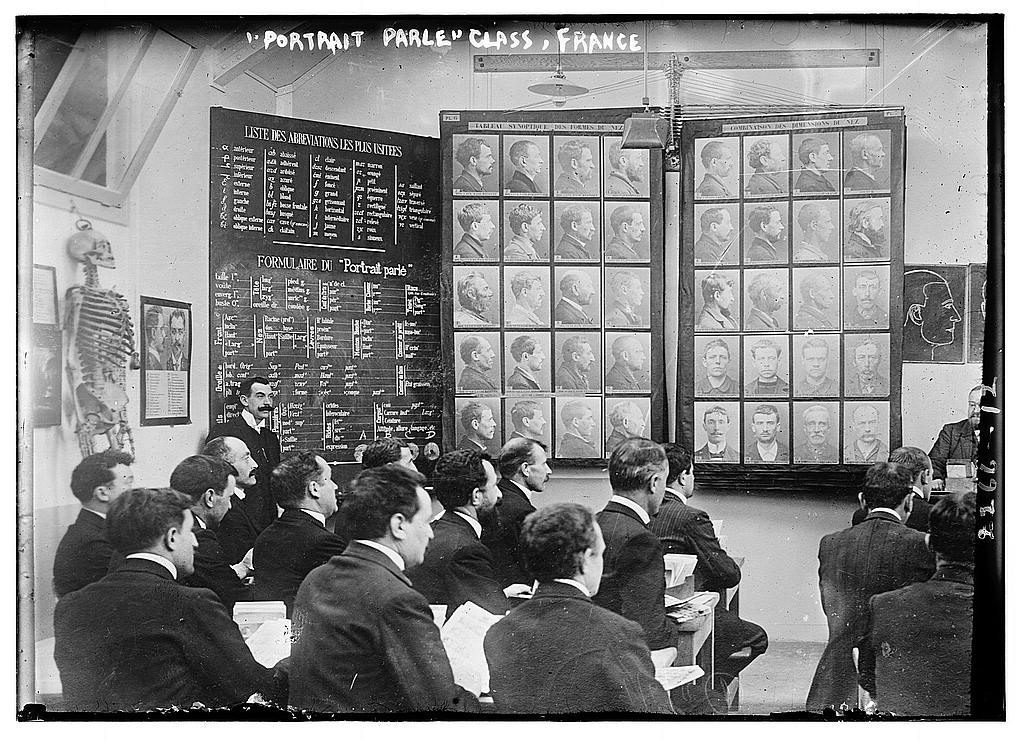
Практичне заняття для поліцейських з вивчення методу Бертільйона. Франція; 1911

Народився у Парижі, син лікаря, статистика і віце-президента антропологічного товариства Парижа доктора Луї Адольфа Бертільйона, а також онук натураліста і статистика-демографа Ашиля Гійара.
Працював писарем Першого бюро поліцейської префектури Парижа. Його завданням було заповнення карток опису особистості злочинців. У них раз у раз повторювалося: «високого», «низького», «середнього» зросту, «особа звичайна», «ніяких особливих прикмет». В якості альтернативи він вирішив скористатися наявними можливостями антропометрії.
Процес створення антропометричного методу зайняв у Бертільйона місяці. Він порівнював фотографії злочинців, форму їх вух і носів. Вимірюючи зріст, довжину і обсяг голови, довжину рук, пальців, стоп, він переконався, що розміри окремих частин різних осіб можуть збігатися, але розміри чотирьох, п'яти частин тіла одночасно не бувають однаковими.
Це і було основою методу. У своїх доповідях, що подаються керівництву, Бертільйон говорив, що треба розділити, наприклад, 90 000 різних карток так, що будь-яку з них можна буде легко знайти. Якщо на першому місці в картотеці позначена довжина голови і ці дані поділені на великі, середні і дрібні, то в кожній групі буде по 30 000 карток. Якщо на другому місці в картотеці позначена ширина голови, то згідно того ж методу, буде вже дев'ять груп по 10 000 карток. При обліку одинадцяти даних в картотечному ящику виявиться від трьох до дванадцяти карток.

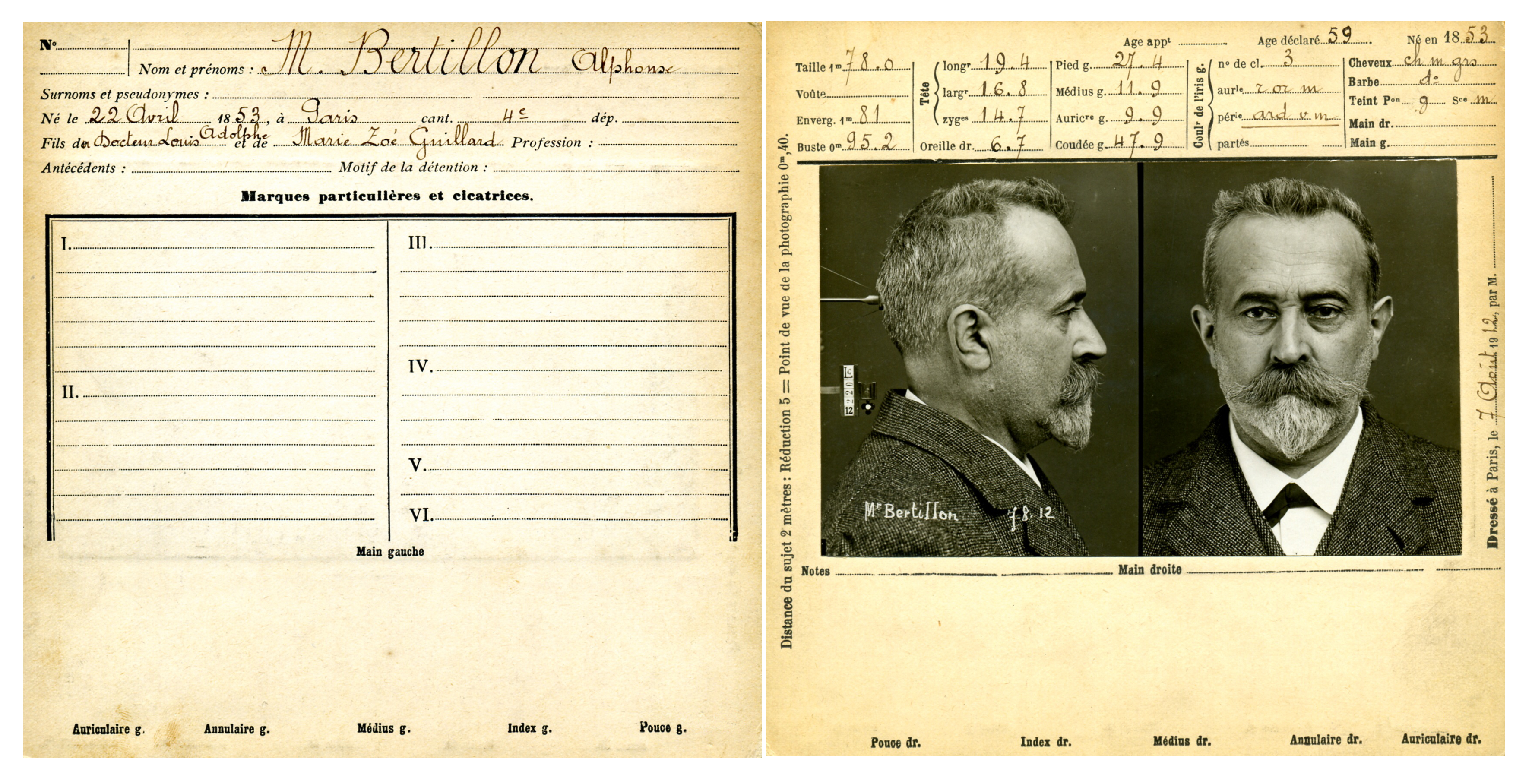
Антропометричні дані Альфонса Бертільйона

Керівництво не підтримало Бертільйона з його ідеєю. Лише завдяки клопотанням його батька, людини відомої і шанованої, йому дозволено було займатися вимірами заарештованих і вести картотеку.
Перший результат прийшов майже через чотири роки з часу появи ідеї, всього за кілька днів до кінця випробувального терміну, встановленого Бертільйону його керівництвом. 20 лютого 1883 року робив заміри ув'язненого, який назвався Дюпоном. За своєю системою знайшов картку з аналогічними розмірами, яка належала людині з прізвищем Мартен, якого було заарештовано кілька місяців тому. 21 лютого паризькі газети опублікували перші статті у справі Дюпона (Мартена) і повідомлення про нову систему ідентифікації Бертільйона.
Протягом наступних трьох місяців Бертільйон ідентифікував ще 6, в серпні і вересні — 15 і до кінця року — 26 ув'язнених, при впізнанні яких старі методи відмовили. На той час число карток реєстратури досягло 7336. Жодного разу розміри реєстрованих не повторилися. За 1884 він ідентифікував 300 осіб.
Метод став дійсно працювати, його взяли на озброєння в багатьох країнах. Саме Бертільйон є винахідником і творцем картотечних систем реєстрації людей по будь-яким фізіологічним їх ознакам з метою і можливістю використання цих картотек для впізнання, для встановлення особи. І багато в чому, мабуть, саме успіхи винайденого їм антропометричного методу підштовхували перших ентузіастів-дослідників дактилоскопії до створення системи такої реєстрації, яка дозволяла б тільки при наявності лише відбитків пальців рук знаходити у великих масивах дактилоскопічних карт ту, єдину, яка була б «рідною» для дактилокарти. Дактилоскопія, маючи набагато надійнішу систему реєстрації, і поклала кінець антропометричних методів Бертільйона.

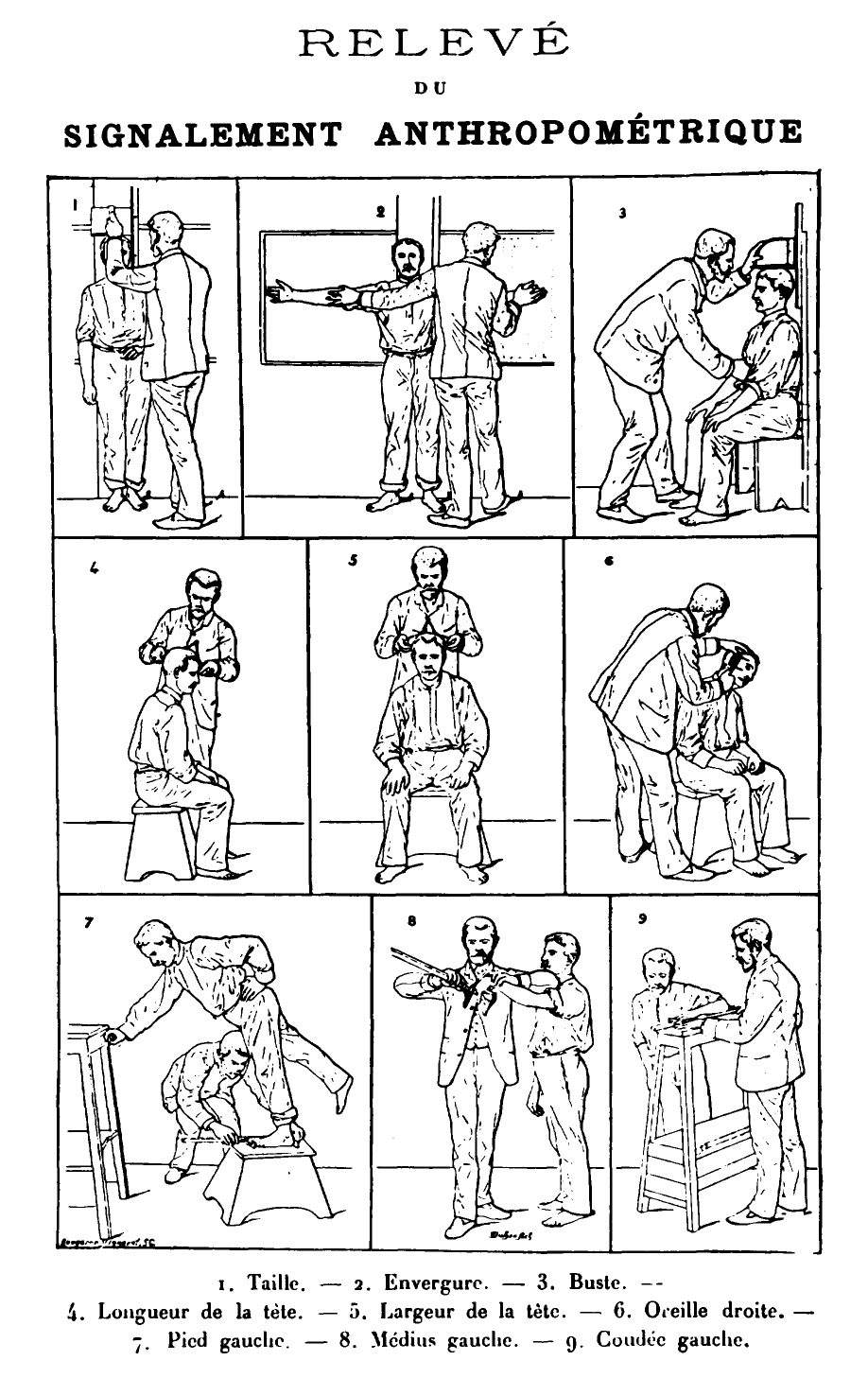
Фронтиспис, що демонструє вимірювання, необхідні для його антропометричної ідентифікації.

Бертільйон свого часу запропонував особливу систему фотографування — магшот. Якраз в цей час з'явилася фотографія. Дані фотографії використовувалися як додаткові відомості до опису зовнішності. Зйомка велася анфас, в профіль і в три чверті оберту. Дослідник використав спеціальний стілець, в якому середина була опуклою, щоб людина не змогла рухатися, і щоб голову можна було тримати на одному рівні.

## Відомі літературні згадки
- У повісті «Собака Баскервілів» А. Конан Дойля доктор Мортімер ризикнув надати Холмсу не перший, а другий рядок в кримінологічній табелі про ранги, повідомивши йому в розмові, що «праці Бертільйона вселяють більшу повагу людям з науковим складом мислення».
- В оповіданні Бориса Віана «Золоте серце» (збірник «Вовк-перевертень»): «У шість років люди зазвичай не нудьгують в квартирі, де є скло для розбивання, фіранки для підпалювання, килими для чернилозаливання і стіни, які можна прикрасити відбитками пальців всіх кольорів веселки, оригінально застосувавши систему Бертильона до так званим „нешкідливих“ акварельних фарб».
- Інспектор Друє в романі Агати Крісті «Подвиги Геракла» з циклу про Еркюля Пуаро мав намір скористатися описом вбивці, зробленим за системою Бертільйона.
- У дитячому романі-казці Миколи Носова «Незнайко на Місяці» під час оформлення затриманого Незнайки поліцейський Міглей описує метод пізнання злочинців місячної поліцією як спрощену систему бертильйонаж (ідентифікація проводиться лише по трьох параметрах: зросту, окружності голови і довжині носа, в результаті чого сам Незнайко помилково виявляється ідентифікований як знаменитий бандит Красунчик).
- У романі Б. Акуніна «Левіафан» інспектор Гош розповідає Ерасту Фандоріну про принципи дії системи бертильйонаж. Дія роману відбувається в 1878 році, тобто за кілька років до офіційного визнання цієї системи французької кримінальною поліцією.
- В оповіданні О. Генрі «Кафедра філантроматематики» Енді Таккер згадує систему в розмові з Джеффом Пітерсом, що не бажає він … викладати … Старий Завіт по системі Бертільйона.

## Вибрана бібліографія
- «Ethnographie moderne» (Париж, 1883);
- «L'anthropométrie Judici aire а Paris en 1889» (Ліон, 1890);
- «La photographie judiciaire» (Париж, 1890);
- «De la reconstruction du signalement anthropométrique au moyen de vktement» (Ліон, 1892);
- «Identification anthropométrique. Instructions signalé tiques» (Париж, 1893 год)[9]